# Louis Ferreira
Louis Ferreira (ur. 20 lutego 1966 w Terceira) – portugalsko-kanadyjski aktor filmowy i telewizyjny.
Urodził się w Terceira w Portugalii. We wczesnych latach jego życia, jego rodzice wyemigrowali do Kanady. Wychowywał się w North York w prowincji Ontario. Stał się rozpoznawalny jako Everett Young w serialu Gwiezdne wrota: Wszechświat (SGU Stargate Universe). Popularność przyniosła mu rola detektywa Oscara Vegi w serialu Motyw (Motive).

## Filmografia

### Filmy fabularne
- 1987: Bal maturalny II: Witaj, Mary Lou! (Hello Mary Lou: Prom Night II) jako Craig Nordham
- 1988: Koktajl (Cocktail) jako żołnierz
- 1989: Renegaci (Renegades) jako rekrutujący policjant
- 1990: Stella jako diler narkotykowy
- 1991: Nagi lunch (Naked Lunch) jako Exterminator 3
- 2005: Uwięziona we śnie (The Lazarus Child) jako Lewis Kern
- 2007: Strzelec (Shooter) jako Howard Purnell
- 2007: Piła IV (Saw IV) jako Art Blank
- 2009: Szare ogrody (Grey Gardens, TV) jako David Maysles

### Seriale TV
- 1993: Legendy Kung Fu jako Kyle Bettinger
- 1993: Opowiastki z krypty (New Tales from the Cryptkeeper) jako Chet
- 1995: Nieśmiertelny (Highlander) jako Peter Kanis
- 1997: Kameleon (The Pretender) jako Scotty Boyd
- 1998: Star Trek: Voyager jako Trevis
- 1999: Oni, ona i pizzeria jako Brandon
- 1999: Potyczki Amy jako pan Harbert
- 2000: Ostry dyżur jako Michael Mueller
- 2002: Łowcy skarbów jako Knowles
- 2002−2003: Co się dzieje w Hidden Hills? (Hidden Hills) jako Doug Barber
- 2003: 24 godziny jako Danny Dessler
- 2004–2006: Poszukiwani (1-800-Missing) jako John Pollock
- 2005: CSI: Kryminalne zagadki Las Vegas jako Ken Wellstone
- 2006: CSI: Kryminalne zagadki Miami jako Jason Adams
- 2007: Durham County jako Ray Prager
- 2009: Zabójcze umysły (Criminal Minds) jako Roy Colson
- 2009–2010: The Dating Guy jako oficer policji Vince
- 2009–2011: Gwiezdne wrota: Wszechświat (SGU Stargate Universe) jako Everett Young
- 2011: The Fighting Fitzgeralds jako Jim
- 2012: Agenci NCIS (NCIS) jako detektyw Metro – Nick Burris
- 2012−2013: Breaking Bad jako Declan
- 2013: Nowe gliny jako Jacob Blackstone
- 2013–2016: Motyw (Motive) jako detektyw Oscar Vega